# Hans Wesker

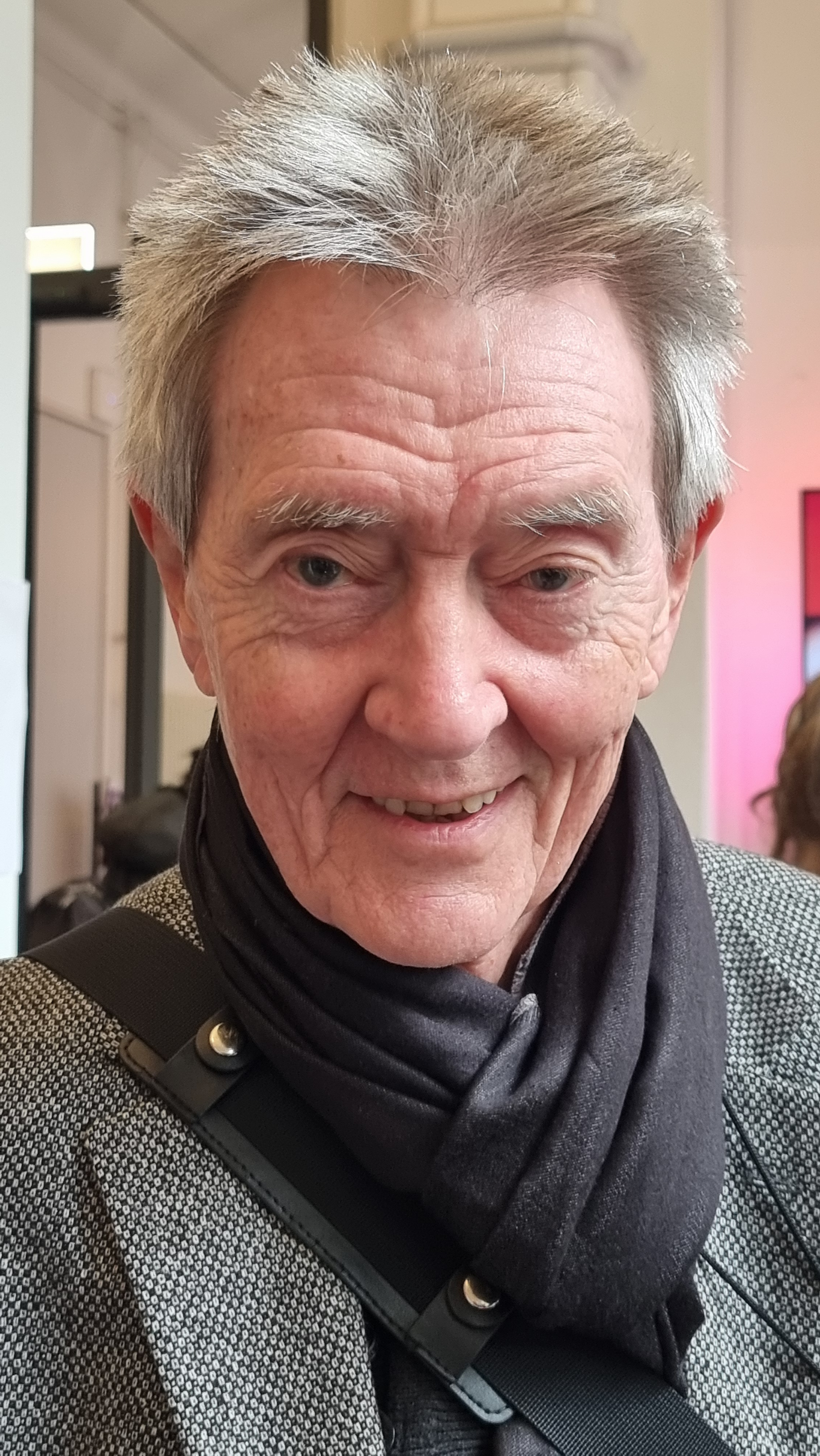
Hans Wesker 2024 auf der Buchlust in Hannover

Hans Wesker (* 1950 in Vreden; † 3. April 2025) war ein deutscher Maler und Klangkünstler.

## Leben und Wirken
Nach einem Studium (1970–1974) für Freie Grafik an der Fachhochschule Bielefeld und einem Studium (1974–1978) an der Hochschule für Bildende Künste Braunschweig arbeitete er ab 1989 als freiberuflicher Künstler in Braunschweig. Nach anfänglicher Beschäftigung mit Malerei konzentrierte sich sein künstlerisches Schaffen ab 1992 zunehmend auf Räume und die Erforschung von Klängen im Raum. Mehrere Studienaufenthalte in Marrakesch (Marokko), 2010 in Kamerun sowie 2014 in Mumbai (Indien), führten zu Klang-Raum-Installationen, die dem Fremdartigen der Klänge nachspüren und in komplexen Installationen realisiert wurden. Wesker war Mitglied im Deutschen Künstlerbund.
Dauerhafte Klanginstallationen befinden sich in der Telekomzentrale Frankfurt/Oder (Große Ferne) sowie das Klangobjekt Harzblicke im Bürgerpark Wernigerode Harz.
Hans Wesker wurde mit seinem Werk in die Künstlerdatenbank und Nachlassarchiv Niedersachsen aufgenommen.

## Klanginstallationen
- 2021 LOST PLACES, Klang-Licht-Installation in leerstehendem Ladengeschäft, City Braunschweig
- 2019 MOMENT UND DAUER_ZEITWERKE, Ausstellung im Kunstverein Allgemeiner Konsumverein Braunschweig, gemeinsam mit Thomas Bartels und Martina Bothe
- 2018 STADT_KLÄNGE, Klang-Raum-Installation und Ausstellung im Zehntspeicher des Kunstvereins Gartow, gemeinsam mit Clemens von Reusner
- 2018 RESONANZEN – Klang und Bilder, Europäisches Künstlerhaus, Freising, gemeinsam mit G. Küttinger
- 2017 ELEMENTAR – Malerei und Klangräume, im Kunstverein Viernheim
- 2015: MUMBAI…only sounds? Klang-Raum-Installation im Rahmen von Klang der Städte im Allgemeinen Konsumverein Braunschweig (gemeinsam mit Marc Behrens, Clemens von Reusner, Johannes S. Sistermanns, tamtam (Sam Auinger, Hannes Strobl))
- 2013: INTERFERENZEN. Klanginstallationen im Kunstverein Neukölln, kunstraum t27 (gemeinsam mit Jorn Ebner und Bastian Vogel)
- 2013: aus ernst wird spaß … das ironische in der kunst. Gemeinschaftsausstellung im DKB-Projektraum,  Markgrafenstr. 67, Berlin-Mitte[3]
- 2012: KLANG DER FREMDE. Klanginstallation im Künstlerhaus Göttingen, Lichtenberghaus, Weisser Saal
- 2012: Blätterwald oder Die Quintessenz des Buches. Gemeinschaftsausstellung im DKB-Projektraum, Markgrafenstr. 67, Berlin-Mitte[4]
- 2009: HORTUS CONCLUSUS. Klangraum in der Städtischen Galerie KUBUS, Hannover (gemeinsam mit Martina Bothe u. Monika Falke)
- 2007: KLANGORT HARZBLICKE. Dauerhaftes Kangobjekt auf dem Gelände der Landesgartenschau im Bürgerpark Wernigerode Harz
- 2006: GLAS-KLÄNGE. Klang-Raum-Installation in der Galerie der Niedersächsischen Lottostiftung in Hannover
- 2003: ZEIT-KLÄNGE. Klanginstallation im Kreuzgang der St. Ulrici Brüdernkirche in Braunschweig
- 2001: MAUER-KLÄNGE. Klangprojekt der 4. Niedersächsische Medientage in Nienburg
- 2001: RAND-KLÄNGE II. Klangprojekt in der Kaufmannskirche in Erfurt
- 2000/01: ZEIT-RÄNDER. Klanginstallation im Allgemeinen Konsumverein e.V. Braunschweig (Stipendium der Stiftung)
- Wüsten-Klangprojekt. Nord/LB-Öffentliche,
- 2000: MAUERFLÜSTERN. Klangprojekt im Rahmen der Hörgänge 2000, Kunst und Begegnung Hermannshof e.V., Völksen
- 1998/99: VERSCHOLLENE FESTE. Klangprojekt in der Hauptkirche St. Jacobi in Hamburg (anlässlich der 23. Ev. Kirchbautagung Hamburg)
- 1997/98: GROßE FERNE. Klang-Bild-Installation in der Telekom Zentrale Frankfurt/Oder (Realisierungspreis im Wettbewerb Kunst und Bau)